# 由旺镇
由旺镇，是中华人民共和国云南省保山市施甸县下辖的一个镇。

## 行政区划
由旺镇下辖以下地区：
杨家村、由旺村、永福村、坡脚村、大庄村、银川村、木榔村、源珠村、华兴村、中村、常村、四大庄村、躲安村、王家寨村、岚峰村和大秧田村。

## 中国传统村落
2013年8月，木榔村、银川村被评为第二批中国传统村落。